# Letsemeng Local Municipality
Letsemeng (englisch Letsemeng Local Municipality) ist eine Lokalgemeinde im Distrikt Xhariep, Provinz Freistaat, Südafrika. Der Verwaltungssitz befindet sich in Koffiefontein. Sello J. Bahumi ist der Bürgermeister.
Der Gemeindename leitet sich vom Sesotho-Wort „letsema“ ab. Früher lud man zur Ernte andere Familien ein, die für ihre Hilfe Nahrung und traditionelles Bier erhielten, ohne weitere Vergütung. Der Name steht symbolisch für den Geist von Gemeinschaft und Mitarbeit um zusammen Ziele zu erreichen.

## Städte und Orte
| - Boitumelong - Bolokanang - Ditlhake - Jacobsdal - Koffiefontein - Luckhoff - Oppermans - Petrusburg | - Ratanang - Relebohile - Rooibult - Saundershoogte - Teisesville |

## Bevölkerung
Im Jahr 2011 hatte die Gemeinde 38.628 Einwohner in 11.242 Haushalten auf einer Gesamtfläche von 9828,57 km². Davon waren 67,8 % schwarz, 23,4 % Coloured und 8,1 % weiß. Erstsprache war zu 60,7 % Afrikaans, zu 11,9 % Sesotho, zu 10,3 % isiXhosa, zu 9,2 % Setswana und zu 1,2 % Englisch.